# Ходаки (Жмеринський район)
Ходаки́ — село в Україні, у Барській міській громаді Жмеринського району Вінницької області.

## Географія
Розташоване за 25 км від центру громади (м. Бар), за 29 км від залізничної станції Бар.

## Історія

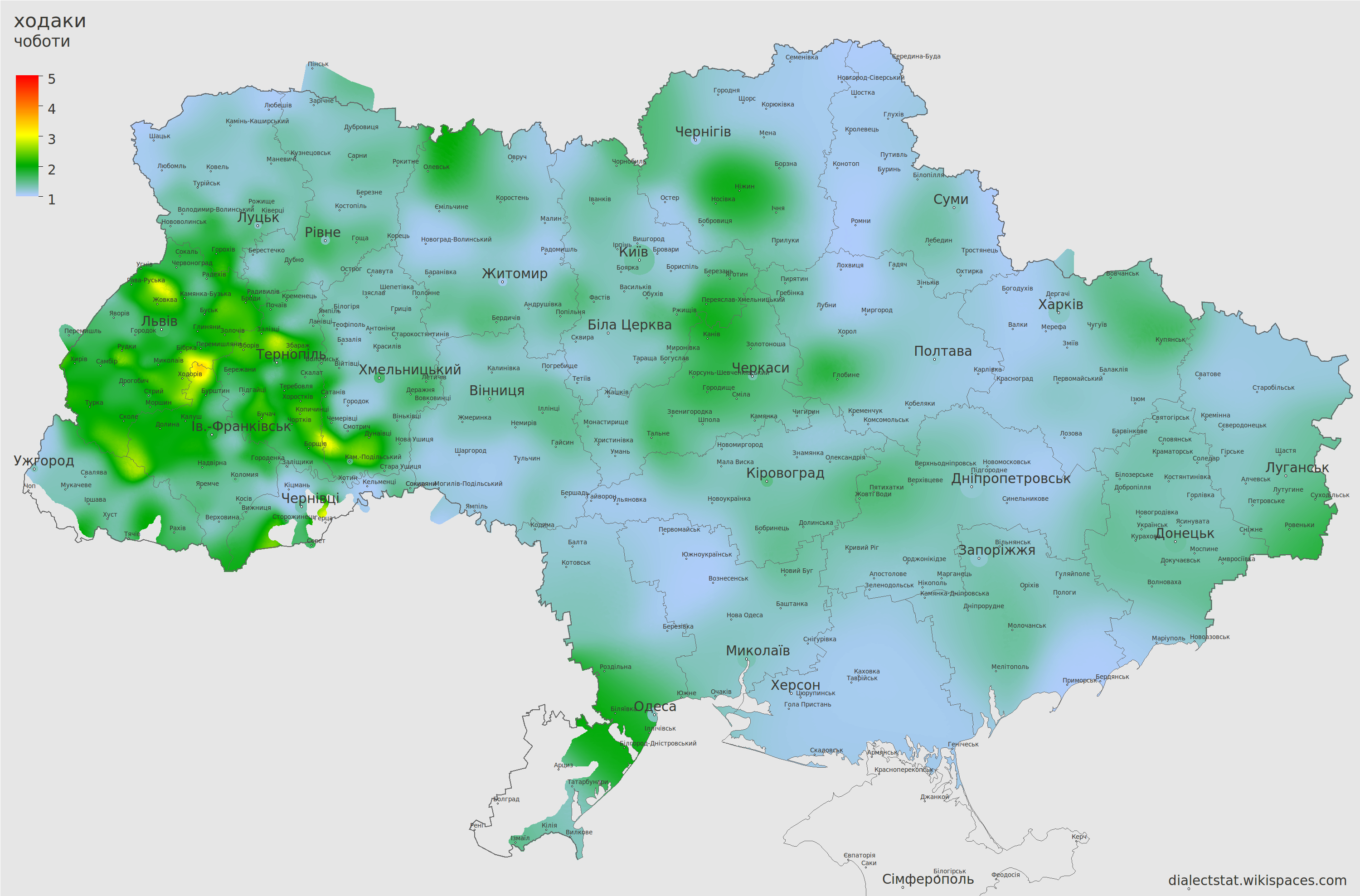
Поширення слова ходаки (чоботи)

12 червня 2020 року, відповідно до Розпорядження Кабінету Міністрів України № 707-р «Про визначення адміністративних центрів та затвердження територій територіальних громад Вінницької області», увійшло до складу Барської міської громади.
19 липня 2020 року, в результаті адміністративно-територіальної реформи та ліквідації Барського району, село увійшло до складу Жмеринського району.

## Археологічні пам'ятки
У селі виявлено поселення трипільської культури. Поселення розташоване в урочищі Дубки, на південний захід від села на лівому березі р. Лядової, займає похилий схил плато, обмеженого з двох боків неглибокими ярами, площа становить близько 7 га. Простежена колова забудова. Відкрито та частково досліджувалося в 1982 р. Вінницьким загоном Лісостепової експедиції: Б. В. Магомедов, С. М. Рижов, Б. І. Лобай. Досліджена наземна глинобитна будівля — господарча споруда, кераміка з поліхромним розписом чорною фарбою та заглибленим орнаментом. Пам'ятку віднесено до петренської групи етапу ВІІ-СІ.

## Адміністративний устрій
До 2020 адміністративний центр сільської ради. Ходацькій сільській раді були підпорядковані населені пункти:
- с. Ходаки
- с. Бригидівка
- с-ще Лугове
- с-ще Слобода
- с. Слобода-Ходацька
- с. Черешневе

## Уродженці села
Ду́дар І́гор Ники́форович ― український науковець,  доктор технічних наук, професор кафедри будівництва, міського господарства та архітектури Вінницького національного технічного університету, відмінник освіти, дійсний член Академії будівництва України.

## Галерея

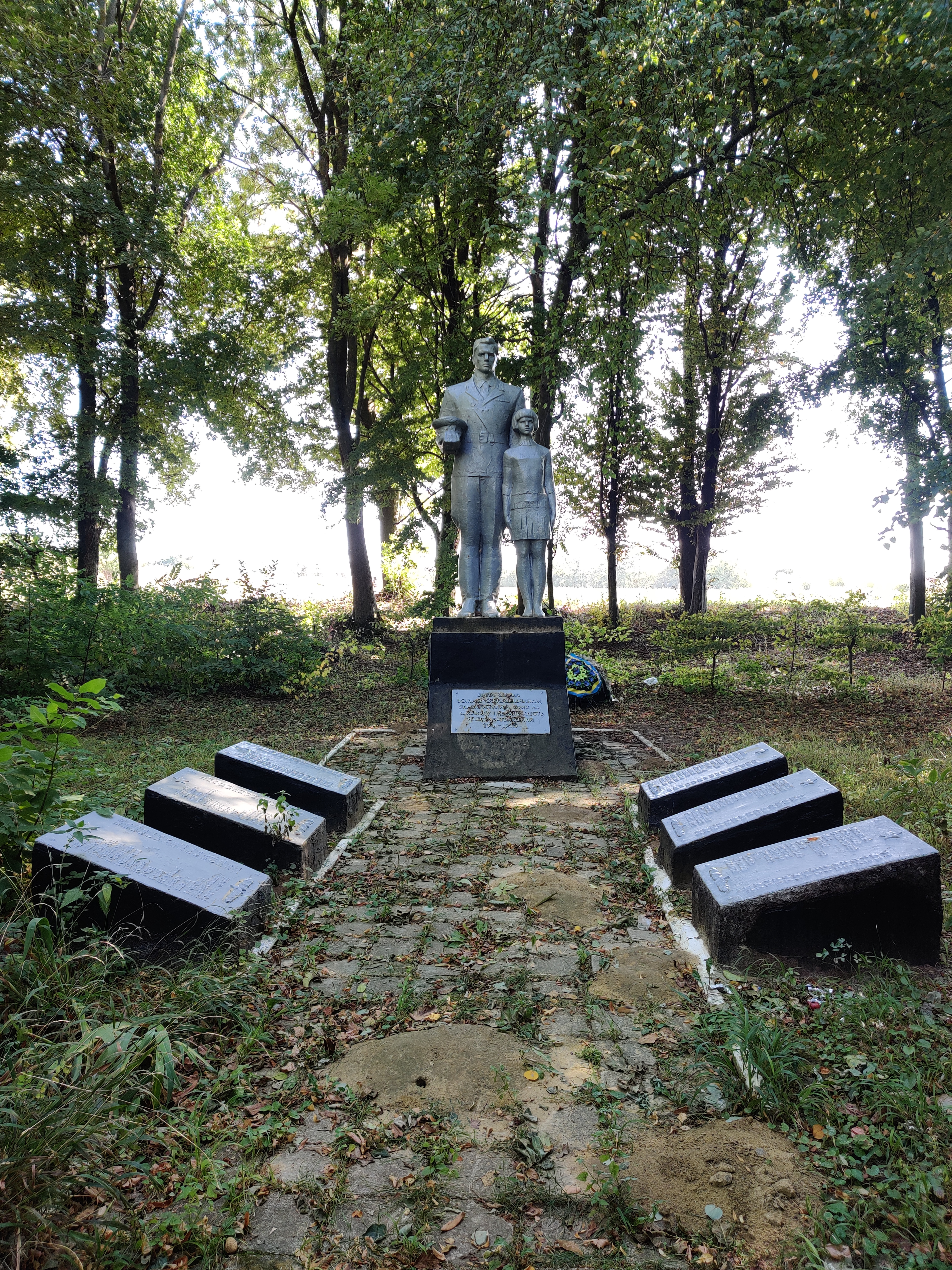
Пам'ятник воїнам-односельчанам